# Nicholas Bodeux
Nicholas Bodeux (* 16. November 1967 in Wanne-Eickel) ist ein deutscher Schauspieler. 

## Leben
Nicholas Bodeux entdeckte das Schauspiel für sich im Alter von 5 Jahren in der Jugendkunstschule Wanne-Eickel und begann mit 14 Jahren im Jahre  1982, in der Theatergruppe Allemanda semi-professionell zu arbeiten. Nach dem Abitur und dem Zivildienst begann er seine professionelle Arbeit 1990 beim Helios-Theater in Köln, besuchte Workshops und nahm Privatunterricht. Es folgten einige Jahre, in denen Bodeux an verschiedensten Off-Theatern spielte und dort alle Positionen einer Produktion übernahm, von Beleuchter über Bühnenbildner bis zum Fahrer.
Im Jahre 1996 gab er sein Filmdebüt in Knockin’ on Heaven’s Door und hat seitdem in über 60 Film- und Fernsehproduktionen mitgewirkt.

## Filmografie (Auswahl)
- 1996: Knockin’ on Heaven’s Door
- 1996–2005: Die Camper
- 1998: Der Clown – In der Zange
- 1999: Bang Boom Bang – Ein todsicheres Ding
- 1999:  Waschen, Schneiden, Legen
- 2001: Annas Sommer
- 2002: Was nicht passt, wird passend gemacht
- 2006: Geile Zeiten
- 2007: SOKO Köln (Fernsehserie, Folge Die Tote im Morgengrauen)
- 2007: Tatort – Bevor es dunkel wird
- 2008: Wilsberg – Filmriss
- 2008: Finnischer Tango
- 2009: Schade um das schöne Geld
- 2009: Notruf Hafenkante (Fernsehserie, Folge Das Greenhorn)
- 2010: Danni Lowinski
- 2010: Der letzte Bulle (Fernsehserie, Folge Ich habe sie alle gehabt)
- 2010: Ein Fall für Fingerhut
- 2016: Tatort – Die Geschichte vom bösen Friederich
- 2016: Heldt (Fernsehserie, Folge Der Kronzeuge)
- 2017: Sommerfest
- 2018: Keiner schiebt uns weg
- 2018: Der Junge muss an die frische Luft
- 2021: Wilsberg – Unser tägliches Brot (Fernsehreihe)
- 2021: Mona & Marie (Fernsehfilm)
- 2022–2023: WaPo Duisburg (Fernsehserie, 3 Folgen)
- 2022: Mord mit Aussicht (Fernsehserie, Folge Die letzten ihrer Art)
- 2022: SOKO Köln (Fernsehserie, Folge Der Wachtelkönig)
- 2023: Plünderich (Spielfilm)